# Varanus yuwonoi
Varanus yuwonoi  — вид ящірок родини Варанові (Varanidae).

## Поширення
Вид є ендеміком острова Хальмахера з групи Молуккських островів в Індонезії. Відомий лише у типовій місцевості поблизу міста Джайлоло. Мешкає у непрохідних дощових лісах.

## Спосіб життя
Вид мешкає на землі. Живиться дрібними ссавцями, ящірками, яйцями птахів. Про розмноження цих варанів нічого не відомо.